# Carina Nilsson (handbollsspelare)
Carina Ann-Marie Nilsson född 16 augusti 1964, i Lundby, är en tidigare svensk landslagsspelare i handboll.

## Klubbkarriär
Carina Nilsson spelade för Irsta HF hela elitkarriären. Hon vann SM-guld 1986 med klubben och samma år vann hon också skytteligan i damallsvenskan.

## Landslagskarriär
Carina Nilsson spelade 18 matcher och gjorde 71 mål i ungdomslandslagen 1980 till 1983. Hennes debut var i en match mot Norge den 12 december 1980 och sista matchen i U-20 VM mot Bulgarien den 23 oktober 1983 då Sverige förlorade matchen om femte plats med hela 15-29. 
Hon debuterade 1983 i A-landslaget. På fyra år 1983 till 1987 spelade hon 41 landskamper och stod för 112 mål. Carina Nilsson debuterade den 13 mars 1983 mot Norge och Sverige vann matchen med 16-12. Sista landskampen den  18 november 1987 mot Sydkorea då Sverige förlorade med 23-26.